# Белоусов, Павел Сергеевич
Павел Сергеевич Белоусов (1875—1914) — подполковник, герой Первой мировой войны.

## Биография
Родился 19 апреля 1875 года. Начальное образование получил в Ровенском реальном училище, по окончании которого 6 сентября 1895 года был зачислен в Константиновское артиллерийское училище.
Выпущен 12 августа 1896 года подпоручиком в 33-ю артиллерийскую бригаду. Далее Белоусов прошёл дополнительный курс наук в Михайловской артиллерийской академии (по 1-му разряду) и Офицерской артиллерийской школе («успешно»), служил в 24-й артиллерийской бригаде. 12 августа 1900 года произведён в поручики, 12 августа 1904 года — в штабс-капитаны и 8 мая 1908 года — в капитаны. 6 декабря 1909 года награждён орденом Святого Станислава 3-й степени.
9 декабря 1912 года Белоусов получил чин подполковника и был назначен командиром 4-й батареи 28-й артиллерийской бригады, во главе которой сражался в Первую мировую войну.
Высочайшим приказом от 10 ноября 1914 года Белоусов посмертно был награждён орденом св. Георгия 4-й степени
За то, что в деле 7 августа 1914 года, когда пехота под напором превосходных сил начала отходить, вся артиллерия наша подверглась сосредоточенному огню артиллерии, пулемётов и ружейному, он с батареей до конца расстреливал противника. Погиб со всем личным составом офицеров и нижних чинов, но выручил свою пехоту.